# Thomas Bell Lindsay Churchill
Thomas Bell Lindsay Churchill, britanski general, * 1907, † 1990.